# Bryan Lundquist
Bryan Lundquist (30 de mayo de 1985) es un deportista estadounidense que compitió en natación. Ganó una medalla de oro en el Campeonato Mundial de Natación en Piscina Corta de 2008, en la prueba de 4 × 100 m libre.

## Palmarés internacional
| Campeonato Mundial en Piscina Corta | Campeonato Mundial en Piscina Corta | Campeonato Mundial en Piscina Corta | Campeonato Mundial en Piscina Corta |
| Año                                 | Lugar                               | Medalla                             | Prueba                              |
| ----------------------------------- | ----------------------------------- | ----------------------------------- | ----------------------------------- |
| 2008                                | Mánchester (Reino Unido)            | Medalla de oro                      | 4 × 100 m libre                     |